# Muzeul satului
Muzeul satului este un film românesc din 1943 regizat de Nina Behar.